# Ourapteryx podaliriata
Ourapteryx podaliriata là một loài bướm đêm trong họ Geometridae.